# Andrena sibthorpi
Andrena sibthorpi là một loài Hymenoptera trong họ Andrenidae. Loài này được Mavromoustakis mô tả khoa học năm 1952.